# Monte Civetta
(Dino Buzzati, I fuorilegge della montagna - Uomini, cime, imprese)
Il Civetta (El Zuìta in ladino veneto) è un gruppo montuoso appartenente alle Dolomiti di Zoldo, situato in provincia di Belluno, che separa la Val di Zoldo dall'Agordino, facendo da cornice al caratteristico paesino di Alleghe.

## Descrizione

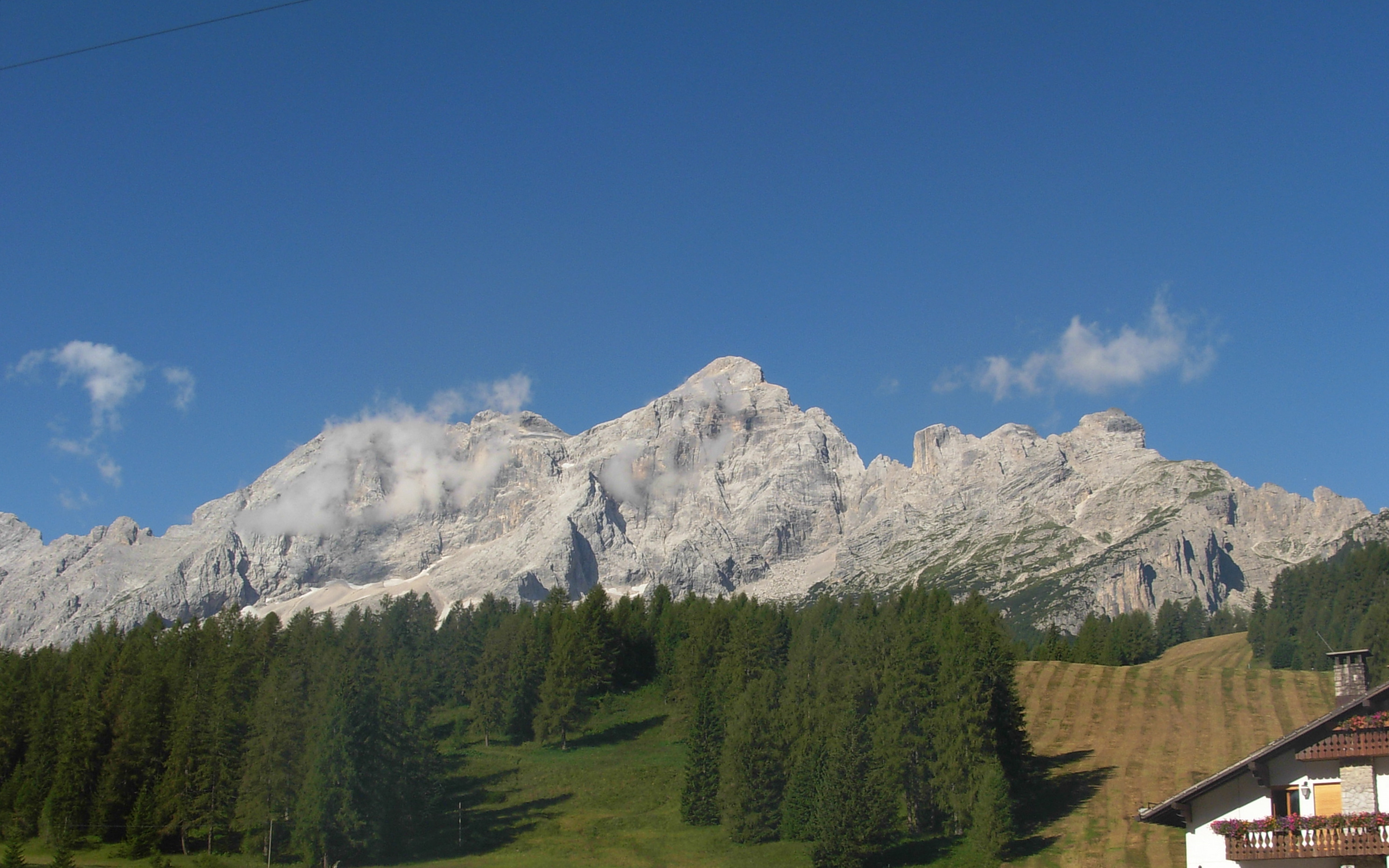
Il versante est del Civetta, su cui sale la via normale

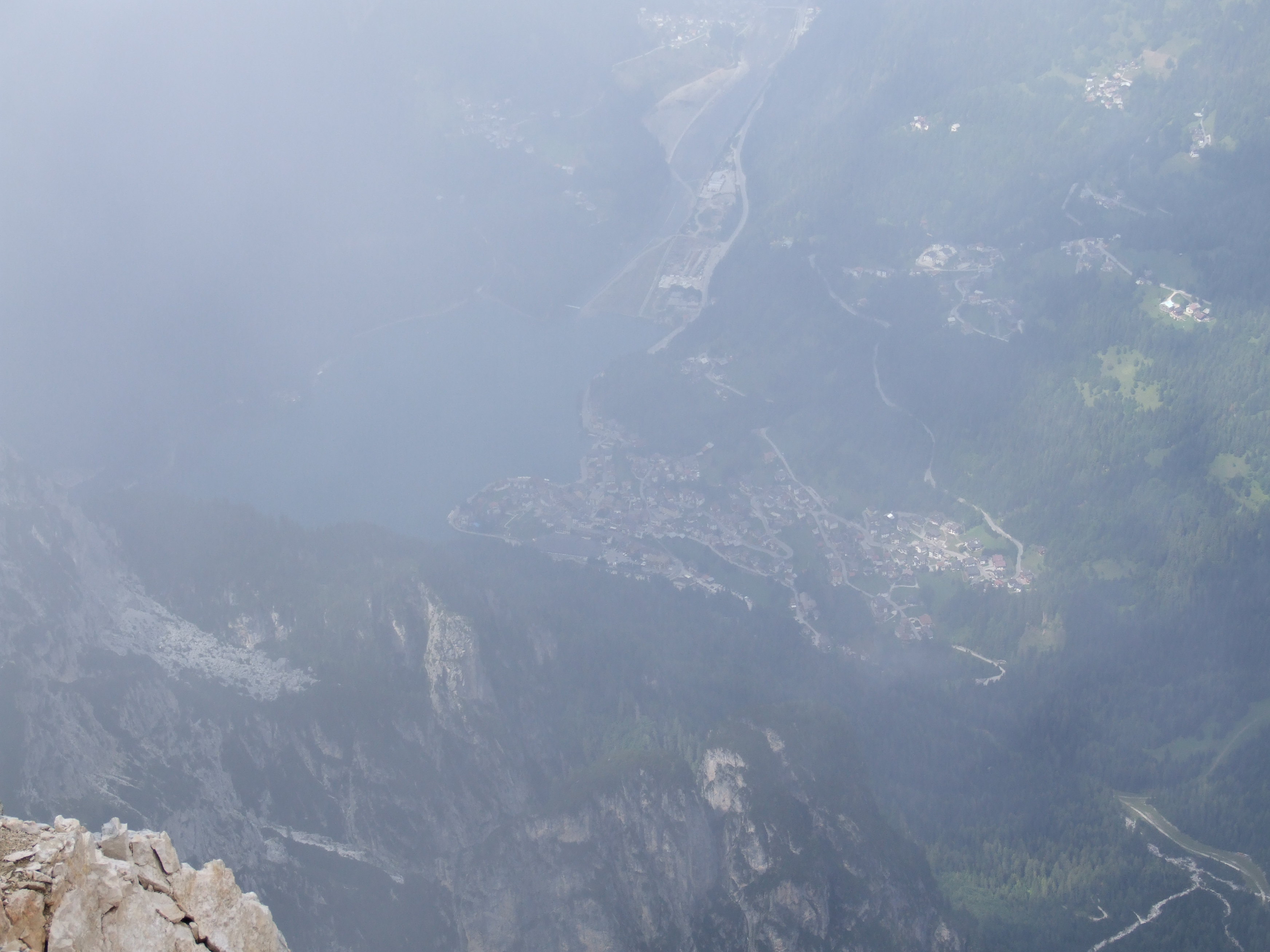
La città di Alleghe vista dalla cima del monte Civetta

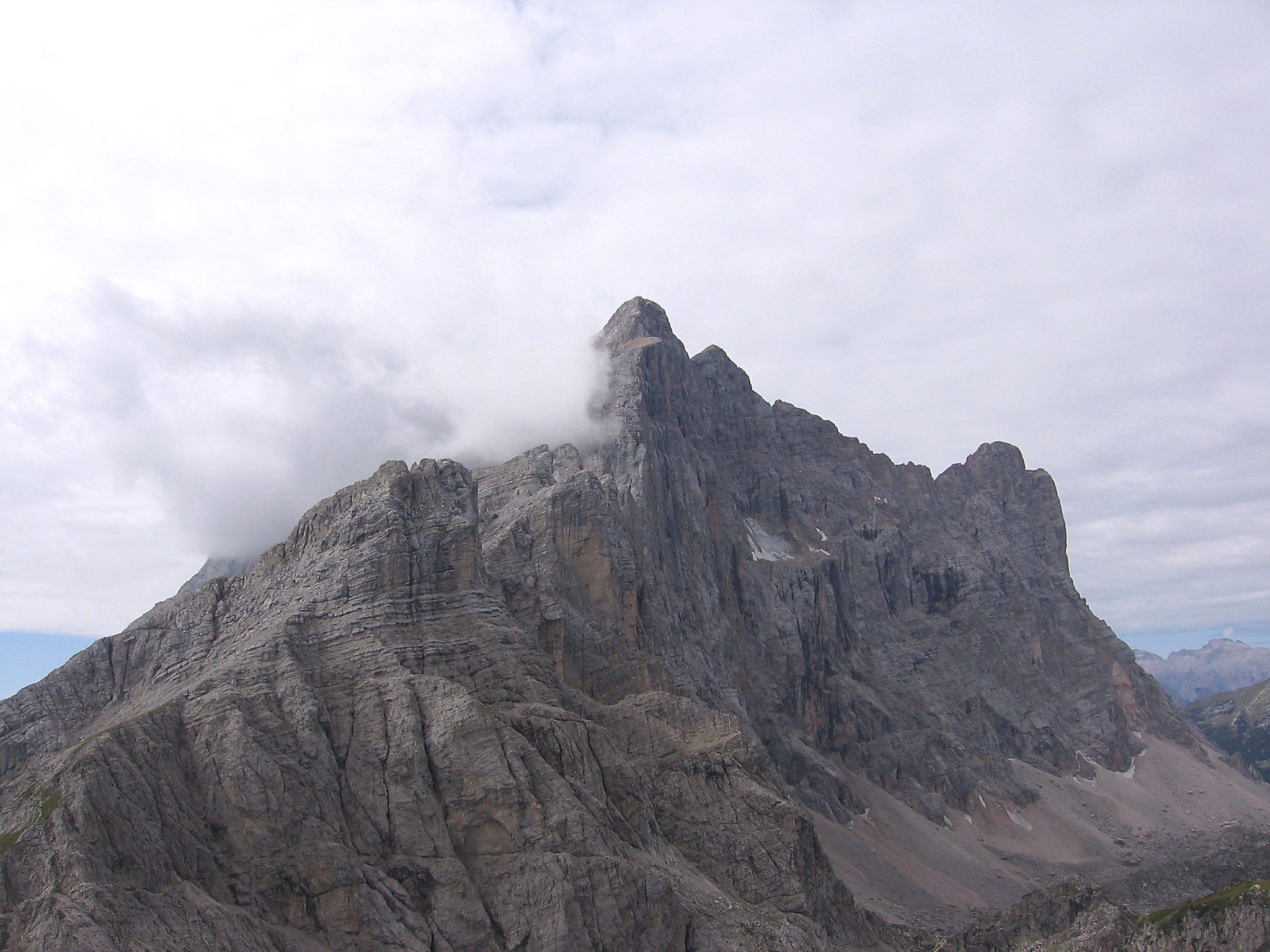
Il Civetta visto da nord, di scorcio la parete nord-ovest

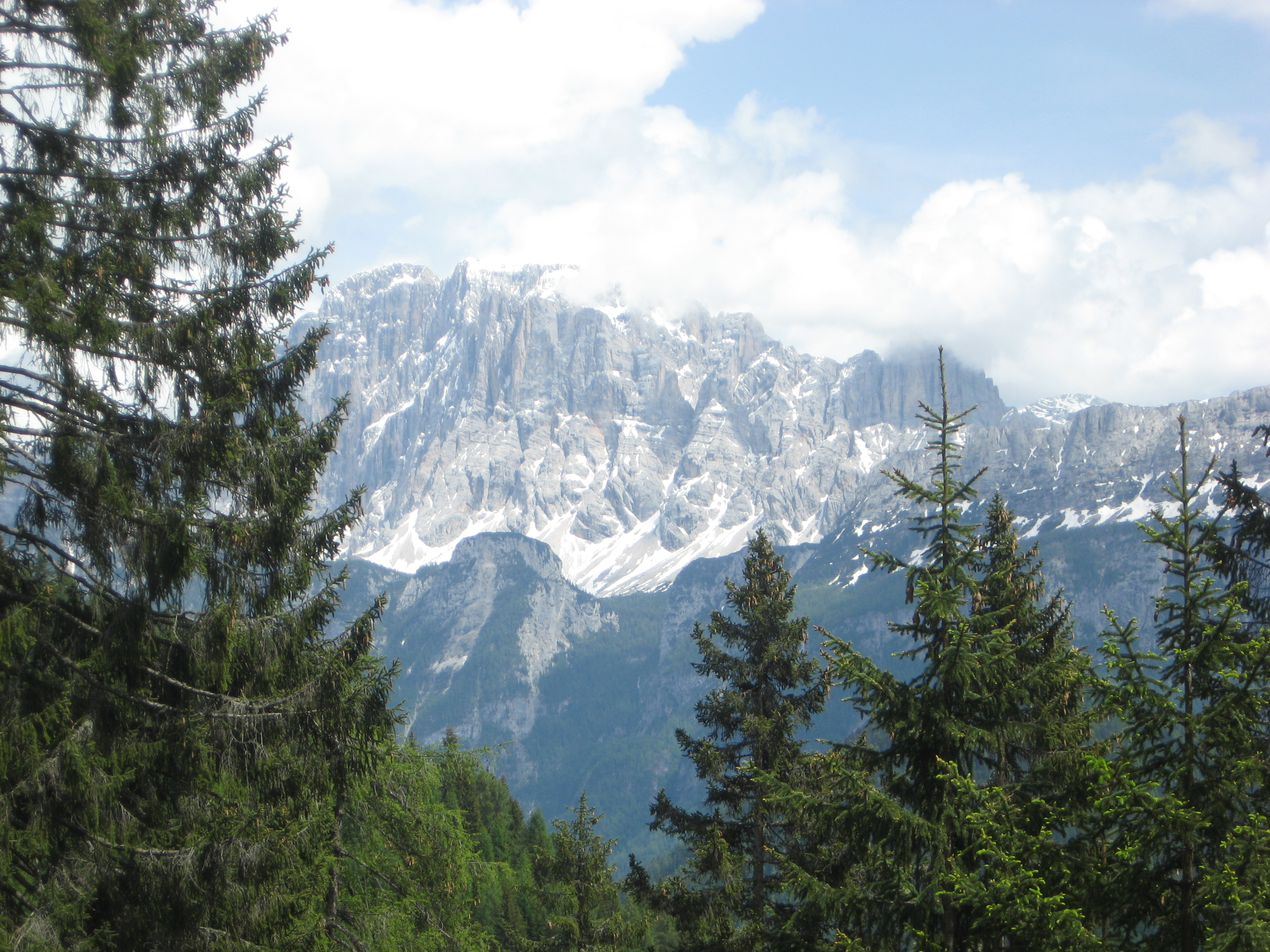
La parete nord-ovest vista da baita Col Mont

Nel lato a nord-ovest è caratterizzata da un'impressionante parete verticale con un dislivello di più di 1000 metri ed una lunghezza di circa 4 km, tra la "cima Su Alto" e la "Torre Coldai". È chiamata nell'ambiente alpinistico "la parete delle pareti", sulla quale scorrono alcune famosissime vie, tra le quali la Solleder-Lettembauer, la Philip-Flamm, la via dei 5 di Valmadrera e altri itinerari di elevata difficoltà alpinistica.
A 200 metri dalla vetta, sul più pacato lato zoldano, sorge il piccolo rifugio Torrani. A nord del gruppo, presso il monte Coldai vi è il rifugio Sonino al Coldai, al centro, sul versante alleghese, il rifugio Tissi mentre all'altro estremo, sul versante taibonese, è localizzato il rifugio Mario Vazzoler.

## Toponimo
Il Civetta è citato per la prima volta in un documento del 1665 come Zuita, mentre viene riportato nella cartografia ufficiale a partire dal 1774.
L'origine del nome è stata a lungo discussa. Prevalgono principalmente due ipotesi: la prima lo avvicina al latino civitas, in quanto il versante che dà su Alleghe somiglierebbe ad una città turrita; altri, osservando che il monte viene chiamato Civetta (Zuita) anche nello Zoldano, dove la caratteristica parete non è visibile, lo rimandano al rapace notturno, forse perché in passato la montagna era ritenuta portatrice di disgrazie o maledetta. Taluni autori, in genere non bellunesi, preferiscono utilizzare la forma femminile "La Civetta".

## Ascensioni

### Prima ascensione
Il primo a raggiungere la vetta fu ufficialmente l'inglese Francis Fox Tuckett con le guide svizzere Melchior Anderegg e Jacob Anderegg nel 1867. In realtà, la cima era stata raggiunta almeno una volta nel 1855 da Simeone De Silvestro detto "Piovanel", cacciatore di Pecol e informatore del Tuckett. Può darsi addirittura che ve ne fossero stati altri prima di allora, tutti cacciatori spintisi presso la vetta inseguendo i camosci.

### Concatenamenti
- Via Philipp-Flamm e Via Solleder-Lettenbauer - 25 agosto 1990 - concatenamento realizzato da Manrico Dell'Agnola e Alcide Prati in 17 ore. Gli spostamenti sono stati effettuati a piedi.[4]

## Vie alpinistiche
In questa sezione sono descritte alcune delle vie alpinistiche sul monte Civetta.

### Via normale
La via normale sale dal versante est, lungo l'itinerario dei primi salitori, con partenza dal sentiero Tivan, che a sua volta è raggiungibile dal rifugio Sonino al Coldai ma anche direttamente da Pecol, risalendo le pendici, e da Forcella Grava.

### Parete nord-ovest
- Monte Civetta
  - Via Solleder-Lettenbauer - 7 agosto 1925 - Prima salita di Emil Solleder e Gustav Lettenbauer, 1250 m/VI.[5] È considerata la prima via di VI grado.[6]
    - 4 settembre 1952 - Prima solitaria di Cesare Maestri.
    - 28 febbraio - 7 marzo 1963 - Prima invernale di Ignazio Piussi, Giorgio Redaelli e Toni Hiebeler. Dal 4 marzo si uniscono anche Roberto Sorgato, Marcello Bonafede e Natale Menegus.
    - 14-18 gennaio 2000 - Prima solitaria invernale di Marco Anghileri.[7]

  - Via Comici-Benedetti - 4-5 agosto 1931 - Prima salita di Emilio Comici e Giulio Benedetti, 1050 m/VI, A2.[8]
  - Via degli Amici - 30-31 luglio 1967 - Prima salita di Reinhold Messner, Heini Holzer, Sepp Mayerl e Renato Reali, 1000 m/V+, A2. La via sale tra la Philipp-Flamm e la Solleder.[9]
  - Via dei cinque di Valmadrera - 16-22 marzo 1972 - Prima salita di Gianni e Antonio Rusconi, Gianbattista Crimella, Giambattista Villa e Giorgio Tessari, 1350 m/VI+, A3.[10]
    - 6-13 febbraio 2011 - Prima solitaria invernale di Fabio Valseschini.[11]

  - Via degli Studenti - 3 e 4 agosto 2015 (le prime sette l.c. l'8 settembre 2014) - Prima salita di Giorgio Travaglia, Martin Dejori, Alex Walpoth, Titus Prinoth e Marta Mozzati, 1175 m/IX- oppure VIII-, A1.[12]
    - 8 agosto 2016 - Prima ripetizione di Alessandro Baù e Claudio Migliorini.[13]
- Punta Tissi
  - Via Philipp-Flamm - 5-7 settembre 1957 - Prima salita di Walter Philipp e Dieter Flamm, 1130 m/VI, A2.[14]
  - Via Martini - 17-27 luglio 1976 - Prima salita di Sergio Martini, Paolo Leoni e Mario Tranquillini, 1200 m/V,A2.[15]
  - Kein Rest von Sehnsucht - agosto 1991 - Prima salita di Christoph Hainz e Valentin Pardeller, 1000 m/ 6c+.[16]
  - Nuvole Barocche - estate 1999 - Prima salita di Venturino De Bona e Piero Bez, 1240 m/IX+, A2[17]
  - W Mejico Cabrones - 2001 - Prima salita in solitaria di Venturino De Bona, 1150 m/VIII-.[18]
  - Colonne d'Ercole - 2009-2012 - Prima salita di Alessandro Baù, Alessandro Beber e Nicola Tondini. La via è stata liberata dagli stessi il 7-8 settembre 2012, 1200 m, IX, VIII+ obbligatorio.[19]
- Punta Civetta
  - Via Andrich-Faè - 23-24 agosto 1934 - Prima salita di Alvise Andrich ed Ermani Faè, 800 m/VI+, A1.[20]
  - Via Livanos-Gabriel, Cima su Alto, parete nord ovest, grande diedro (oggi crollato[21]) - 10-12 settembre 1951 - prima salita di Georges Livanos e Robert Gabriel, 830 m/V°, VI°, A1, A2. Via molto impegnativa e una delle più difficili sul Civetta[22].
  - Via Aste-Susatti - 26-28 luglio 1954 - Prima salita di Armando Aste e Fausto Susatti, 800 m/VI+, A1.[20]
  - Via Piussi-Anghileri-Molin, spigolo della Su Alto (oggi crollato) - 15-18 agosto 1967 - Prima salita Ignazio Piussi, Aldo Anghileri, Alziro Molin, Ernesto Panzeri e Guerrino Cariboni, 760 m/V°, V°+, VI°, VI°+, A1, A2, A3. Via estremamente impegnativa, una delle più grandi salite realizzate nel gruppo.[23]
  - Capitan Sky-hook - 1987 - Prima salita di Paolo Crippa e Dario Spreafico, 500 m/VII+, A2.[24]
  - Chimera Verticale - 2007-2008 - Prima salita di Alessandro Baù, Daniele Geremia, Alessandro Beber, Luca Matteraglia, 600 m/IX. Sale tra le vie Aste-Susatti e Andrich-Faè.[25]

### Vie Ferrate
Sulle pareti del Civetta salgono due vie ferrate:

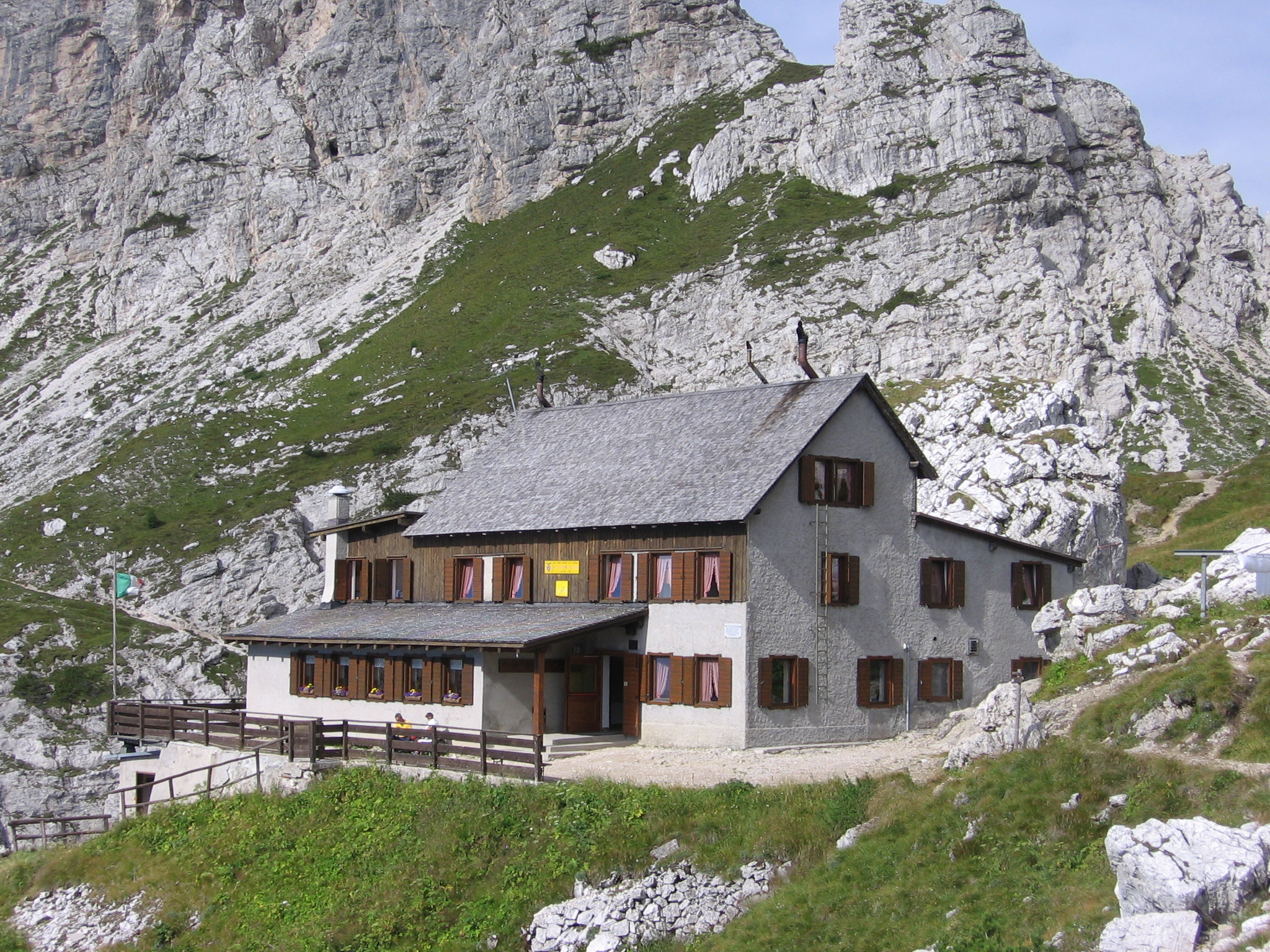
rifugio Sonino al Coldai

- La Ferrata degli Alleghesi si sviluppa partendo dal rifugio Sonino al Coldai, quindi raggiungendo Forcella Coldai fino a raggiungere il bivio col Sentiero Tivan dove si tiene la sinistra fino all'attacco nei pressi del Muro del Tivan. Tramite la ferrata si risale un dislivello di quasi 900 metri e sono necessari almeno 3 ore e 30 minuti. Pur non presentando difficoltà tecniche proibitive, l'impegno fisico è significativo. Si raggiunge la vetta percorrendo la cresta nord est del Civetta. Dalla vetta si raggiunge il visibile rifugio Torrani quindi generalmente si scende per la via normale. Itinerario completo dall'abitato di Palafavera 10 ore.
- La Ferrata Tissi che, con partenza da Malga Grava ci conduce fino alla Forcella delle Sasse quindi all'attacco della via ferrata che sale lungo le pareti est e sud-est del Civetta. La via attrezzata è di media difficoltà con alcuni passaggi impegnativi e generalmente umidi a causa di nevai nella parte superiore della via. Terminata la via si deve percorrere un ripido nevaio perenne in direzione del bivio tra la via normale e il rifugio Torrani e la vetta. La discesa avviene per la via normale. Itinerario completo inclusa la salita in vetta al Civetta è di circa 7 ore.

## Discese in sci

### Parete nord-est
- 11 febbraio 1994 - Prima discesa con gli sci realizzata da Toni Valeruz in tre ore e 35 minuti e con l'ausilio di 12 calate in corda doppia, in parte lungo la via ferrata degli Alleghesi. La salita è avvenuta in elicottero.[26][27]

## Corse in montagna
Molto nota e conosciuta non solo dagli addetti ai lavori è la Transcivetta, classica impegnativa di corsa in coppia che si svolge ogni anno nella seconda metà di luglio lungo le pendici del monte.

## Rifugi
- Rifugio Torrani
- Rifugio Sonino al Coldai
- Rifugio Mario Vazzoler
- Rifugio Tissi
- Bivacco Cesare Tomè